# Крістіан Нільсен (данський яхтсмен)
Крістіан Нільсен (дан. Christian Nielsen, 7 квітня 1873 — 7 листопада 1952) — данський яхтсмен.
Срібний призер Олімпійських Ігор 1924 року в класі 6 метрів.